# .dk
.dkは、国別コードトップレベルドメイン (ccTLD)の一つで、デンマークに割り当てられている。このドメインの管理は、DK Hostmasterによって独占的に行われている。
現在.dkの登録は、公認レジストラを通して行われる。そのときドメイン登録申請者は、ドメイン管理をそのレジストラが行うかDK Hostmasterが直接行うかを選択することができる。ドメイン名は普通のローマアルファベットに加えて「æ, ø, å, ö, ä, ü, é」を使うことができる。
なお、https://nic.dk/はDK Hostmasterのホームページにリダイレクトされる。

## 歴史
.dkは1987年7月14日に、Stanford Research Institute (SRI-NIC)、ARPAネットワークインフォメーションセンターに登録された。コペンハーゲン大学計算科学科デンマークUNIXユーザーグループ (DKUUG)は、DKnetで.dkドメインの管理権を受け取った。なおその頃UUCPネットワーク上で彼らはDIKUの名を使用しており、DKnetやDKnetの名を使用し始めたのは少なくとも1986年以降である。
1988年の中頃、DKnetは発展段階のDENet（政府支援の研究機関ネットワークとして1987年後半に設立され、現在はforskningsnettetという名で知られている）と接続した。
1989年1月DKUUGは、デンマークで動いていた.dkドメインに関係する他の3つのネットワーク（実験段階のX.400、EARN、DECnet）のコーディネータとの間で、"navneaftalen"という名前の合意をした。この合意により、.uucpのような擬似的ドメインやgov.ukのような第二レベルドメインを勝手に使うことをできなくした。
DKUUGは、1991年に.dkを管理するDK Hostmasterを設立した。
1992年前半までには、DENet経由のUNI-Cがデンマークの全大学に提供されるようになったため、DIKUはDKnetを必要としなくなった。そこでDKUUGはDKnetとともに、自前で国際回線を持って会社に回線を貸し出したり、個人向けへモデム接続サービスを提供していたSymbion Science Parkへ移った。
業務の急速な拡大はDKnetの経済状況に悪化させたため、DKnetは組織の分割を余儀なくされた。1993年、デンマーク最初の純粋なISP会社としてDKnet Apsが設立された。さらに1996年、DENetは商業向けネットワークとして使われるようになっていたため、頭文字の意味をDanish Research Network（デンマーク研究ネットワーク）から、"Dansk Erhvervs Net"（デンマーク商業ネットワーク）に変更した。

### Tele Danmarkへの移管
1996年2月15日、DK-Apsは.dkドメインの管理をしているDK Hostmasterを含めてTele Danmark（現TDC）へ2000万デンマーク・クローネで売却した。しかし、Tele Danmarkが商業ISPでかつ.dkドメインの管理業務も行うことになるため、利害対立の可能性があるとして、通信とインターネット会社28社のグループが購入の5日後に.dkドメインの管理業務を得るため集まった。
Tele Danmarkは初めそれを拒否したため、グループ側はForeningen af Internetleverandørerという組織をつくり、Tele Danmarkの独占に対抗するためIANAに直訴すると通告した。そこで、Tele Danmarkは申し出を受け入れ、FILはIANAに.dkの管理者として承認された。しかし、それは名目上であり実際の業務はDKNet A/Sが行った。1996年6月、FILは.dkに関する業務と規則について1年間の期限付きで調印した。

### .dkドメインの取得合戦
1997年1月15日午後3時、FILは.dkドメインの取得に関する規制を緩和した。それまでドメイン登録するためには明確な理由が求められたが、それが撤廃されたため前例の無い.dkドメインの取得合戦となった。1996年末までの.dkドメインの登録数は6500だった。それが1997年2月1日には倍増し、1997年末には41000に達した。この一件で、「いい名前」のドメインを素早く登録するための方法を知っていたFILのメンバーや、大量のドメインを取得し占領した個人に対する一連の訴訟が発生し、2000年代まで尾を引いた。
1997年12月、Tele DenmarkはDK Hostmasterを通じて1998年から登録料として年間340デンマーク・クローネを徴収するとアナウンスした。このことはFILのメンバーに知らされていなかったため物議を醸した。
DK Hostmasterは財政的には実質Tele Danmarkの一部だったため、登録料について話し合いをしている間は、DK Hostmasterの予算は審議を経ずに執行されていた。この事についてFILは、非営利のDK Hostmasterという組織を通じて権利を濫用し不当に利益を得ていると批判した。なお、後にFILの取締役会（後に解任）がTele Danmarkに対してFILに断りなく料金を設定する権利を与えていたことが明らかになった。
こうした結果、1998年3月Tele DanmarkはDKnet A/Sの商業部門はTele Danmark InternetとDKnet A/Sに移管し、残ったDK HostmasterはDK Hostmaster A/Sに改称して売りに出すと発表した。Tele DanmarkはFILのような通信やインターネットの企業連合に対して買収するように働きかけた。この件は、Tele DanmarkはDK Hostmasterを所有していないので売却することはできないとしていたFIL内で再び物議を醸した。

### DIFOへの移管
1998年10月、FILはTele Danmarkに対して1996年6月に締結(1997年に更新)した契約と合意が終了したという書簡を送付した。書簡には、またFILがDK Hostmasterを引き継ぎたい旨も記されていた。しかし、Tele Danmark側はFILの申し出を拒否した。
1998年11月、FILは.dkドメインの長期にわたる管理に関する合意を確立するために、"ID MoU" ("Internet Danmark Memorandum of Understanding", インターネットのデンマーク覚書)の旗の下、科学技術開発省(Ministry of Science, Technology and Innovation)の招待で、デンマーク中のインターネット会社と利用者を集めた会議を開いた。"ID MoU"の結果、1999年7月1日Dansk INTERNET Forum (DIFO)が設立され、DIFOは外部の支援を受けて1999年12月にDK Hostmaster A/Sを買収した。

## 最古の.dkドメイン
最古のDKドメインは以下のようなものであり、現在も存在している。これらは1987年に登録された。dkuug.dk, diku.dk, bk.dk, dde.dk, ibt.dk, ifad.dk, lego.dk, mainz.dk,nordita.dk

## 参照
- Top100 oldest .dk domains